# ヴィルヘルム・ヴィンデルバント
ヴィルヘルム・ヴィンデルバント（Wilhelm Windelband、1848年5月11日 - 1915年10月22日）は、ドイツの哲学者。ハイデルベルク大学教授で、新カント派の代表。

## 生涯

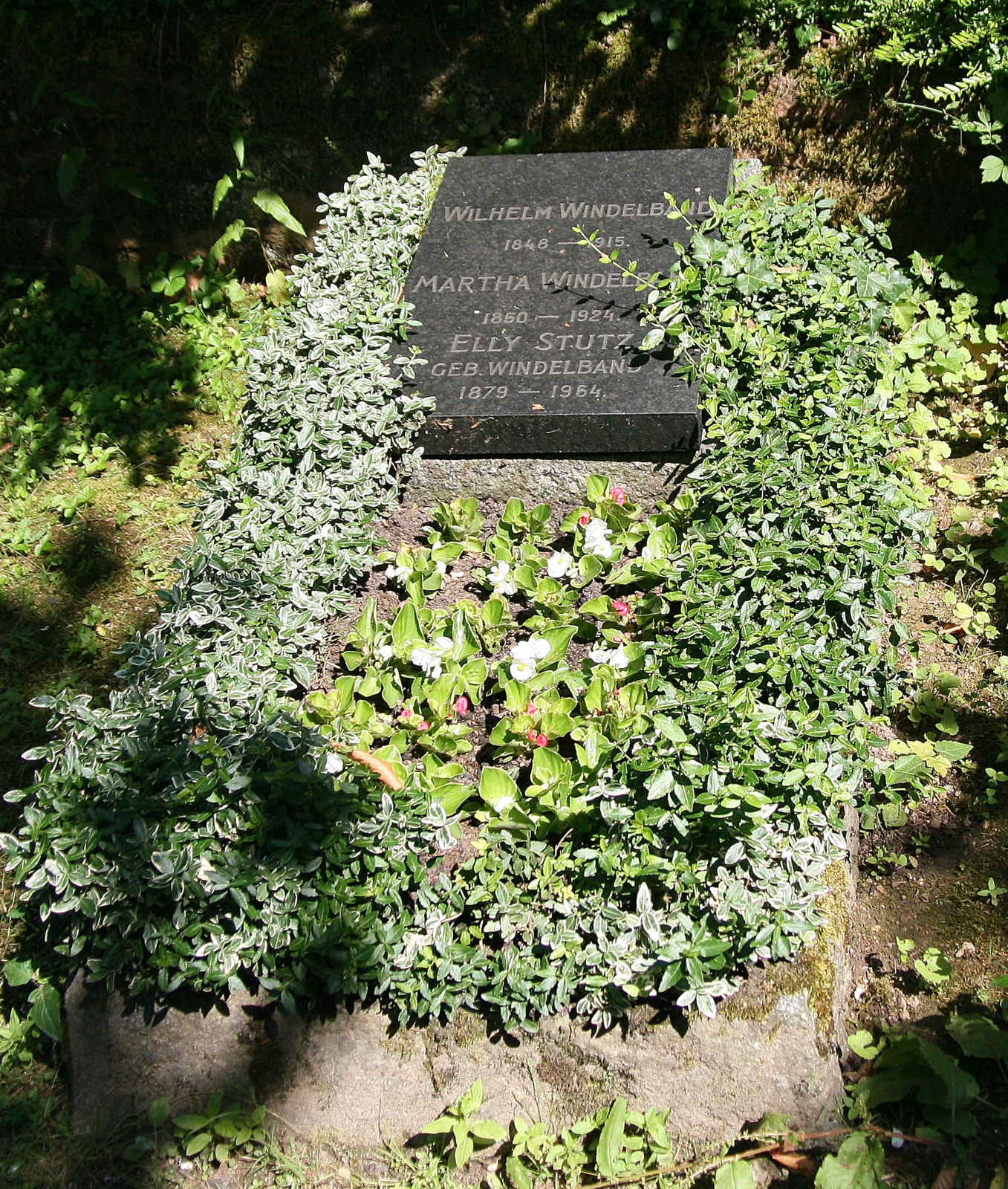
ヴィンデルバントの墓

ポツダムでプロイセン王国の官吏の息子として生まれ、イェーナ大学、ベルリン大学、そしてゲッティンゲン大学に学んだ。当初は医学と自然科学を志したが、その後精神科学（今日でいう人文科学）と哲学を学んだ。1870年、ゲッティンゲン大学で学位を取得。志願して普仏戦争に参加した。1873年、ライプツィヒ大学にて大学教授の資格を取得し、1873年夏学期から1876年夏学期までライブツィヒ大学で教鞭をとった。1876年、チューリッヒ大学から正教授としての招聘を受け赴任。1877年にはフライブルク大学に、1882年にはシュトラスブルク大学に移り、そこで長期に渡り教職を務めた。1903年、クーノ・フィッシャーの後継者としてハイデルベルク大学に移り、以来、ベルリン学士院の遠隔地会員となった。ハイデルベルクにて没した。
ヴィンデルバントの墓所はハイデルベルクのベルクフリートホーフ (Bergfriedhof)、森へと続く通路のすぐ側の区画10にあり、簡素な四角の大理石の表にヴィンデルバント本人および妻マルタ、娘エリー・シュトゥッツ・ヴィンデルバントの生没年が刻まれている。

## 業績
哲学史家のフィッシャーに師事したヴィンデルバントはまず哲学の歴史家として、さらにフィッシャーの後継者として、加えて当代の重要な哲学の体系家、その中には彼の師ヘルマン・ロッツェを含めた人々のひとりとして時代の舞台に登場した。ロッツェは、存在するものの領域、（カントに習うなら）"quaestio facti" を事実的認識の条件によって媒介し、妥当するものの領域、quaestio iuris をその認識の活動的条件によって媒介させるとし、quaestio iuris は、"quaestio facti" に依存しているとした。ヴィンデルバントは、この関係を逆転させ、予め妥当するとされる判断から生まれてきたものは、事実上の（生きた）真理として妥当しているのだとした。
ヴィンデルバントは、なかんずく自然科学と文化科学（精神科学ともいう）の間の線引き問題にも努力を傾注した。自然科学は、法則定立的 (nomothetisch) な方法を用いる。つまり、自然科学は、その対象を普遍妥当的な法則を通して記述する。これに対して文化科学は、一回限りのもの、個別的なもの、そして特殊なものと関わり、個性記述的な (idiographisch) 方法をとる。
ヴィンデルバントは、加えて哲学史家としても卓越している。彼の『哲学史教本』（Lehrbuch der Geschichte der Philosophie, 1892年。『哲学史綱要』『一般哲学史』あるいは単に『哲学史』とも）は、哲学史を各時代ごとのテーマによる論争史として執筆したものである。数多くの版を重ね、哲学的な訓練、修行を必要とする次代を担う哲学の徒によって長く読み継がれてきた。各時代は、哲学者とその教説の羅列ではなく、時代の哲学的な論争テーマを取り上げていく問題史の体裁を採用している。20世紀の部分は、ハインツ・ハイムゼートが書き足した。その他の代表作に、『哲学概論』、論文集『プレルーディエン』（『序曲』）、『近世哲学史』がある。
弟子にハインリヒ・リッケルトがいる。また日本の京都学派の代表のひとりである朝永三十郎は、ドイツ留学の機会を与えられ、ルドルフ・オイケンの元を訪ねた。だがオイケンの俗物ぶりに辟易し、計画を捨ててヴィンデルバントの門を叩き、彼に師事した。

## 著作
- Die Lehren vom Zufall. Berlin 1870. 80 S. Diss. Univ. Göttingen 1870.
- Über die Gewissheit der Erkenntniss. Eine psychologisch-erkenntnisstheoretische Studie. Berlin 1873. IV, 96 S. Habil. Univ. Leipzig 1873.
- Die Geschichte der neueren Philosophie in ihrem Zusammenhange mit der allgemeinen Cultur und den besonderen Wissenschaften dargestellt. 2 Bde. Leipzig 1878–1880. Bd. 1: Von der Renaissance bis Kant. 1878. VIII, 580 S. Bd. 2: Die Blüthezeit der deutschen Philosophie. Von Kant bis Hegel und Herbart. 1880. VI, 398 S.
豐川昇訳『西洋近世哲學史』創元社、1944～1952年
- Präludien. Aufsätze und Reden zur Einleitung in die Philosophie. Freiburg Breisgau 1884. VI, 326 S.
河東涓、篠田英雄訳『プレルーディエン（序曲）』岩波書店、1926～1927年
松原寛訳『哲學の根本問題』同文館、1926年
陶山務訳『プレルウディエン（哲学序曲）』春秋社、1935年
篠田英雄訳『永遠の相下に 他3篇：『プレルーディエン』より』岩波書店、1935年
河東涓訳『哲学とは何か イマヌエル・カント :『プレルーディエン』より』岩波書店、1930年
篠田英雄訳『歴史と自然科學・道徳の原理に就て・聖：『プレルーディエン』より』岩波書店、1929年
出隆訳『哲學とは何ぞや : 哲學の概念及び歴史に就いて』大村書店、1920年
- Geschichte der alten Philosophie. Handbuch der classischen Alterthums-Wissenschaft in systematischer Darstellung. Mit besonderer Rücksicht auf Geschichte und Methodik der einzelnen Disziplinen. Hrsg. v. Iwan Müller. Abt. 5. Bd. 1. Tl. 1. Nördlingen 1888. VIII, 338 S.
- Geschichte der Philosophie. Freiburg Breisgau 1892. 516 S. 
桑木嚴翼訳『哲學史要』早稲田大學出版部、1902年
- Platon. Frommanns Klassiker der Philosophie. Bd. 9. Straßburg 1900. 190 S.
出隆、田中美知太郎訳『プラトン』大村書店、1924年
- Lehrbuch der Geschichte der Philosophie. 3. Aufl. d. Geschichte der Philosophie. Tübingen 1903. VIII, 576 S. 
北昤吉、井上忻治訳『歐洲思想史』興亡史論刊行會、1918年
河合譲訳『西洋哲学史』改造社、1930～1931年
井上忻治訳『一般哲學史』第一書房、1932～33年
ハインツ・ハイムゼート補、服部英次郎訳『西洋哲學史要』創元社、1952年
- Über Willensfreiheit. Zwölf Vorlesungen. Tübingen 1904. VIII, 224 S. 
戸坂潤訳『意志の自由』大村書店、1925年
- Die Philosophie im deutschen Geistesleben des XIX. Jahrhunderts. Fünf Vorlesungen. Tübingen 1909. 120 S. 
吹田順助訳『十九世紀独逸思想史』岩波書店、1921年
- Präludien. Aufsätze und Reden zur Philosophie und ihrer Geschichte. 4., aberm. verm. Aufl. 1911. Bd. 1: XII, 276 S. Bd. 2: IV, 322 S.
- Logik. Encyclopädie der philosophischen Wissenschaften. In Verb. m. Wilhelm Windelband hrsg. v. Arnold Ruge. Bd. 1. Tl. 1. Tübingen 1912. VIII, 276 S.
- Die Prinzipien der Logik. Encyclopädie der philosophischen Wissenschaften. In Verb. m. Wilhelm Windelband hrsg. v. Arnold Ruge. Bd. 1. [Tl. 2] Tübingen 1913. 60 S.
佐竹哲雄訳『論理学の原理』大村書店、1921年
- Einleitung in die Philosophie. Grundriß der philosophischen Wissenschaften. Hrsg. v. Fritz Medicus. Bd. 1. Tübingen 1914. XII, 442 S.
速水敬二、高桑純夫、山本光雄訳『哲学概論』岩波書店、1936年
清水清訳『哲学概論』玉川大学出版部、1931年
松原寛訳『哲学概論』日本大学出版部、1927年
- Die Hypothese des Unbewussten. Festrede gehalten in der Gesamtsitzung der Heidelberger Akademie der Wissenschaften am 24. April 1914. Heidelberg 1914. 22 S.
- Geschichtsphilosophie. Eine Kriegsvorlesung. Fragment aus dem Nachlass. Hrsg. v. Wolfgang Windelband. Kant-Studien. Ergänzungshefte. Bd. 38. Berlin 1916. 68 S.
- 河東涓訳『ソクラテスに就て 他三編』岩波書店、1938年
- 田邊重三ほか訳『相等性と同一性とに就いて』岩波書店、1929年
- 下村寅太郎訳『法則の概念について』岩波書店、1928年
- 枝重清喜訳『否定判斷論』岩波書店、1928年
- 淡野安太郎訳『カント物自體説の諸相に就いて』岩波書店、1928年
- 高坂正顕訳『真理への意志』岩波書店、1928年
- 篠田英雄訳『範疇の体系に就いて』岩波書店、1928年
- 金生喜造訳『近代獨逸人の精神生活の哲學』内外出版、1925年
- 高橋禎二訳『ゲヱテの哲学とファウスト』大村書店、1922年
- 村岡典嗣訳『近世哲學史』内田老鶴圃、1914年